# Thomas Kuc
Thomas Kuc (São Paulo, 10 oktober 2002) is een Braziliaans-Amerikaanse televisieacteur. Hij is vooral bekend door zijn rol als Hudson Gimble in Nickelodeons Game Shakers.

## Levensverhaal
Kuc is na zijn geboorte in São Paulo gelijk naar de Verenigde Staten verhuisd, waar hij ging acteren. In 2015 kreeg hij zijn eerste rol, als Danny in The Diabolical.

## Filmografie
| Jaar      | Titel                                   | Rol           |
| --------- | --------------------------------------- | ------------- |
| 2015-2018 | Game Shakers                            | Hudson Gimble |
| 2015      | The Diabolical                          | Danny         |
| 2017      | Nickelodeon's Not So Valentines Special | Radical Ronny |
| 2018      | Danger Games                            | Hudson Gimble |